# ONE Pro Cycling/2016
Samenstelling van de ONE Pro Cycling-wielerploeg in 2016:

## Algemeen
Sponsor en fietsen: Factor Bikes
Algemeen manager: Rebecca Frewing
Ploegleiders: Matthew Winston, James McCallum en Philip West

## Transfers
| Inkomend         | Team 2015                   | Uitgaand        | Team 2016              |
| ---------------- | --------------------------- | --------------- | ---------------------- |
| Matthew Goss     | MTN-Qhubeka                 | George Atkins   | JLT Condor             |
| John Ebsen       | Androni Giocattoli-Sidermec | John Mould      | JLT Condor             |
| Martin Mortensen | Cult Energy Pro Cycling     | Dexter Gardias  | Pedal Heaven Race Team |
| Dion Smith       | Hincapie Racing Team        | Marc Hester     | Onbekend               |
| Sebastian Lander | Team Trefor-Blue Water      | Jonathan Bellis | Gestopt                |
| James Oram       | Axeon Cycling Team          |                 |                        |
| Kristian House   | JLT Condor                  |                 |                        |
| Glenn O'Shea     | Team Budget Forklifts       |                 |                        |
| Richard Handley  | JLT Condor                  |                 |                        |
| Steele Von Hoff  | NFTO                        |                 |                        |
| Karol Domagalski | Team Raleigh GAC            |                 |                        |
| Hayden McCormick | Neo                         |                 |                        |

## Renners
| Naam                     | Geboortedatum | Nationaliteit       | Ploeg 2015                  |
| ------------------------ | ------------- | ------------------- | --------------------------- |
| Yanto Barker             | 06-01-1980    | Verenigd Koninkrijk |                             |
| Tom Baylis               | 03-01-1996    | Verenigd Koninkrijk |                             |
| (ITT) Marcin Białobłocki | 02-09-1983    | Polen               |                             |
| Karol Domagalski         | 09-08-1989    | Polen               | Team Raleigh GAC            |
| John Ebsen               | 15-11-1988    | Denemarken          | Androni Giocattoli-Sidermec |
| Matthew Goss             | 05-11-1986    | Australië           | MTN-Qhubeka                 |
| Richard Handley          | 01-09-1990    | Verenigd Koninkrijk | JLT Condor                  |
| George Harper            | 10-07-1992    | Verenigd Koninkrijk |                             |
| Kristian House           | 06-10-1979    | Verenigd Koninkrijk | JLT Condor                  |
| Joshua Hunt              | 03-04-1991    | Verenigd Koninkrijk |                             |
| Sebastian Lander         | 11-03-1991    | Denemarken          | Team Trefor-Blue Water      |
| Hayden McCormick         | 01-01-1994    | Nieuw-Zeeland       | Neo                         |
| Martin Mortensen         | 05-11-1984    | Denemarken          | Cult Energy Pro Cycling     |
| Glenn O'Shea             | 14-06-1989    | Australië           | Team Budget Forklifts       |
| Christopher Opie         | 22-07-1987    | Verenigd Koninkrijk |                             |
| James Oram               | 17-06-1993    | Nieuw-Zeeland       | Axeon Cycling Team          |
| Dion Smith               | 18-12-1994    | Nieuw-Zeeland       | Hincapie Racing Team        |
| Steele Von Hoff          | 31-12-1987    | Verenigd Koninkrijk | NFTO                        |
| Peter Williams           | 13-12-1986    | Verenigd Koninkrijk |                             |
| Samuel Williams          | 18-03-1994    | Verenigd Koninkrijk |                             |

## Overwinningen
New Zealand Cycle Classic
3e etappe: Kristian House
The REV Classic
Winnaar: Dion Smith
Tro Bro Léon
Winnaar: Martin Mortensen
Ronde van Noorwegen
1e etappe: Steele Von Hoff
Ronde van Korea
2e etappe: Christopher Opie
3e etappe: Karol Domagalski
5e etappe: Karol Domagalski
7e etappe: Kristian House
Beaumont Trophy
Winnaar: Dion Smith
Sibiu Cycling Tour
1e etappe: Steele Von Hoff
Ronde van Midden-Nederland
1e etappe: ONE Pro Cycling (TTT)
2e etappe: Christopher Opie
Eindklassement: Christopher Opie
2015 · 2016